# Bryocrypta triangulobata
Bryocrypta triangulobata är en tvåvingeart som beskrevs av Grover 1973. Bryocrypta triangulobata ingår i släktet Bryocrypta och familjen gallmyggor. Inga underarter finns listade i Catalogue of Life.